# Kevin Kanouse
Kevin Scott Kanouse (* 1953 oder 1954 in Berwick, Pennsylvania) war ein US-amerikanischer lutherischer Bischof der Evangelisch-Lutherischen Kirche in Amerika (ELCA).

## Leben
Kanouse absolvierte ein Studium an der Susquehanna University in Selinsgrove, Pennsylvania, das er 1975 abschloss. 1980 erlangte er einen Masterabschluss in Theologie am Lutheran Theological Seminary in Gettysburg. Im gleichen Jahr wurde er ordiniert und war danach Pastor an der St. Paul Lutheran Church in Penryn, Pennsylvania. 1983 wurde er als Pastor an die Advent Lutheran Church in der texanischen Stadt Arlington berufen.
Am 29. April 2000 wurde Kanouse zum Bischof der lutherischen North Texas-Northern Louisiana Synod der ELCA gewählt. Damit trat er die Nachfolge von Mark B. Herbener an. In den Jahren 2006 und 2012 wurde er erneut zum Bischof gewählt. Er lebte mit seiner Ehefrau, mit der er zwei erwachsene Söhne hat, in Arlington.
Im Juli 2015 verkündete Kanouse öffentlich, dass er homosexuell sei. Im Vorfeld hatte er mit seiner Homosexualität gehadert und sowohl gegen die Zulassung homosexueller Pastoren in seiner Glaubensgemeinschaft (2009) als auch die Anerkennung von gleichgeschlechtlichen Ehen gestimmt. Letztlich erlaubte die ELCA beides. 2013 war Guy Erwin als deren erster offen homosexuell lebender Geistlicher zum Bischof gewählt worden.
2016 ging Kanouse in den Ruhestand, sein Nachfolger als Bischof wurde Erik Gronberg.